# Lou Seitz
Lou Seitz (23 de julio de 1899 – 23 de agosto de 1985) fue una actriz alemana.

## Biografía
Su verdadero nombre era Anna Luise Seitz, y nació en Mannheim,Alemania, siendo sus padres Karl Seitz yElisabeth Pföhler. Completó su formación como actriz en Mannheim, y debutó en 1921 en el Stadttheater de Essen, tras lo cual pudo actuar en teatros de Dortmund, Dresde, Wiesbaden y, desde 1939, Berlín. 
Su carrera cinematográfica despegó tras el final de la Segunda Guerra Mundial, rodando tanto en Alemania Occidental como en la Oriental, lo cual era común en los actores de la época. Sin embargo, tras el cierre de las fronteras permaneció en el oeste. Sus papeles fueron de reparto, y trabajó en cintas como Im Stahlnetz des Dr. Mabuse, con Lex Barker y Gert Fröbe. Además del cine, fue también actriz televisiva, participando en diferentes telefilmes y series. Tras estar muy ocupada en la década de 1950, su trabajo disminuyó, por lo que Seitz actuó también de manera ocasional para la radio, con producciones como la de los años 1970 Spuki, das Schreckgespenst von Schloss Fürstenfurt.
Lou Seitz falleció en Heidelberg, Alemania, en el año 1985. Había estado casada con el actor Walter Gross.

## Filmografía (selección)
- 1920 : Der Feuerteufel
- 1953 : Die Stärkere
- 1954 : Pole Poppenspäler
- 1954 : Leuchtfeuer
- 1955 : Der Ochse von Kulm
- 1955 : Liebe ohne Illusion
- 1955 : Las ratas (Die Ratten), de Robert Siodmak
- 1956 : Frucht ohne Liebe
- 1956 : Das Bad auf der Tenne
- 1956 : Die Rosel vom Schwarzwald
- 1957 : Die große Chance
- 1957 : Jede Nacht in einem anderen Bett
- 1958 : Mädchen in Uniform
- 1958 : Kleine Leute mal ganz groß
- 1958 : Meine Frau macht Musik
- 1959 : Die schöne Lügnerin
- 1961 : Im Stahlnetz des Dr. Mabuse
- 1962 : Axel Munthe – Der Arzt von San Michele